# سیاحت‌نامه ابراهیم‌بیگ
سیاحت‌نامهٔ ابراهیم‌بیگ (انتشار ۱۳۲۱ ق ۱۹۰۳م استانبول) داستانی نوشته شده به شکل یک سفرنامه اثر زین‌العابدین مراغه‌ای است که تأثیر زیادی در آگاهی اجتماعی و سیاسی جامعه ایران در آستانه جنبش مشروطه ایران داشت.

## داستان

### جلد اول «بلای تعصب او»
ابراهیم‌بیگ یک تاجر زاده ایرانی است که در مصر بزرگ شده و ثروتی اندوخته است. در عالم خیال وطن را بی نقص‌ترین و منزه‌ترین جاهای دنیا می‌داند، تا حدی که حاضر نیست هیچ خبر ناگواری راجع به ایران بپذیرد یا حتی بشنود. در برابر هر سخن واهی اما امید بخشی دربارهٔ ایران را با دادن پاداش به گوینده اش استقبال می‌کند.
سرانجام بهمراه یوسف عمو، مربیش برای زیارت مرقد امام هشتم و نخستین دیدار از وطن از راه عثمانی رهسپار می‌شود. سر راهش، در استانبول، نویسنده داستان (یعنی زین‌العابدین مراغه‌ای) را ملاقات می‌کند و در خانه او نسخه‌ای از کتاب احمد را می‌بیند و می‌خواند. ابراهیم‌بیگ انتقادات این کتاب از وضع ایران را جدی نمی‌گیرد و با خود فریبی از آن می‌گذرد. به تفلیس می‌رسد و نخستین بار، حال و روز غم‌انگیز ایرانیان مهاجر را از نزدیک می‌بیند، به خود دلداری می‌دهد که این‌جا غربت است و در سرزمین اصلی ایران امن و آسایش حکمفرماست. قدم به خاک ایران می‌گذارد و ناگهان در هر قدم با ناروایی و مصیبتی روبه رو می‌شود.
برای ابراهیم‌بیگ پذیرش حقیقت تلخ دشوارتر است. اما از آن دشوارتر سکوت است. چون در پی راه علاجی برای این مصایب کهنه و ریشه‌دار است، با اصناف و طبقات مردم به جربحث و مرافعه می‌پردازد، درجامعه جاهل و عقب مانده‌ای که منطق «به من چه» در آن حکومت می‌کند می‌کوشد از مردم عادی کوچه و بازار گرفته تا اعیان و وزراء را به جانب عمل فعال ارشاد کرده به وظیفه ملی و دینی و وجدانی آشنا سازد.
او را به جرم فضولی در معقولات کتک می‌زنند، دشنام می‌گویند و آزار می‌دهند. عاقبت سرخورده و نومید راه آمده را بر می‌گردد و نوشتن سیاحتنامه خود را که بنا به وصیت پدرش آغاز کرده بود به پایان می‌رساند.
یوسف عمو روایت می‌کند که ابراهیم‌بیگ با همان اعصاب خسته فرسوده نیز در غربت دست از محاجه و مرافعه با دیگران برنمی‌دارد. تا سرانجام شبی در پی یکی از بحث‌های دیوانه وارش موجب حریق می‌گردد و مصدوم و مجروح می‌شود.

### جلد دوم  «نتیجه تعصب او»
روایت یوسف عمو ادامه می‌یابد: چون ابراهیم‌بیگ به خود می‌آید هوش و حواسش را از دست داده و جسماً بسیار فرسوده شده است. خبر پادشاهی مظفر الدین شاه و آغاز اصلاحات اجتماعی و سیاسی، به زمامداری صدر اعظم امین الدوله، موجب بهبودی کوتاه در احوال وی می‌گردد.
در این فاصله به توصیه و فشار اطرافیانش با محبوبه ازدواج می‌کند. اما خبرهای بد از ایران می‌رسد. صدر اعظم بر کنار می‌شود، گروه قدیمی دوباره قدرت را به دست می‌گیرند و شاه هم به فسادهای معمول دربار تسلیم شده از تعقیب نقشه‌های آغازین خود دست برداشته است. نامه‌ها و اخباری که اینک می‌رسد ابراهیم‌بیگ را قدم به قدم به سراشیب جنون و دق مرگی می‌برد. ابراهیم‌بیگ می‌میرد و محبوبه پیکر محتضر را در آغوش می‌کشد و همراه او جان می‌سپارد.

### جلد سوم
نویسنده رؤیای یوسف عمو در مصر را به یاد می‌آورد که به رهبری پیر روشن دلی به جهان دیگر می‌رود و ضمن سیر و تماشایی، که صحنه‌های آن بی شباهت به کمدی الهی دانته نیست، ابراهیم‌بیگ را در بهشت ملاقات می‌کند، و در این فضا ادامه بحث و مرافعه ابراهیم‌بیگ با دیگران دربارهٔ دردهای ایران، با همان تعصب و شور و حرارت، چاشنی طنزی به ماجرا می‌دهد.

## انتقادها

### بی قانونی
«قانون عبارت از اصول مملکت داری و لشکر آرایی و اخذمالیات و حفظ حقوق رعیت و اجرای عدالت است» (ص۲۹۹) و معتقد است که «قانون حکمش باید در حق همه علی السویه جاری باشد. بدون استثنا» و افسوس می‌خورد که: «در ایران ما روی کاغذ یک حرف به اسم قانون نیست .» (ص۲۹۲)
از قول تاجردامغانی می‌نویسد:
«در هیچ نقطه در روی زمین حکام را این گونه تحکمات نیست در همه جا تکالیف حاکم و وظایف محکوم معلوم و معین است. مگر در ایران که ما بدبختان اسیر حکم و تابع خواهش‌های نفسانی این مشتی فراعنه و نمارده هستیم که هر چه برمال و جان و ناموس ما حکم رانند مجراست و بازخواست و مواخذه‌ای بر ایشان نیست و فریاد خواهی ما به جایی نمی‌رسد .» (ص۳۸)
«باید در دست حکام نو، خواه قانون، خواه کتابچه، خواه دستورالعمل، خواه تعلیمات بگو، چیزی مرتب و لایتغیر در روی کاغذ باشد که با مردم از روی مواد مندرجهٔ آن، در کارهای متعلق به جنحه و جنایت و حقوق رفتار نماید تا کارها به تدریج اصلاح شود». (ص۱۳۹)

### جهل مردم
«جهل مردم است که بازار خرافات و شایعات را داغ کرده. جهل مردم است که آن‌ها را گرفتار مذاهب ضاله و صوفیان شیاد ومعرکه گیران و عالم نمایان ظالم کرده جهل مردم است که آن‌ها را به سمت تریاک کشی و مفاسد دیگرکشانده. جهل مردم است که میراث فرهنگی خود را خراب می‌کنند و جهل مردم است که این وضع را تقدیر الهی و لایتغیر می‌دانند و بدبختی این جاست که حکومت به این جهل رضایت دارد». (ص۱۲۹)

### هراس مسئولین از مدارس جدید
درباریان «مکرر به شاه عرض کردند: قربان، از این مکاتب جز زیان سودی مترتب نیست. نمی‌شنوید که طلاب مدارس روسیه هر روز چه شورش برپا می‌کنند؟ دولت را چه قدر به تشویش می‌اندازند .» (ص۳۳۰)

### مطبوعات کم و چاپلوس
وی از روزنامه‌های دولتی که هیچ نفعی به حال ملت ندارند و تنها به چاپلوسی از دولت و دروغ پردازی و یاوه سرایی می‌پردازند انتقاد می‌کند و می‌نویسد: بدبختانه در ایران یک نفر را ندیدم بدین خیال که عیوب دولت و ملت را به قلم آرد .» و نیز در آن خاک وسیع یک روزنامه انتشار نمی‌یابد و اگر هم به اسم یافت شود عبارت از دو پارچه کاغذ است که هفته‌ای یک بار طبع می‌نمایند و مندر جات و عناوینش یک قاز به دولت و ملت فایده نمی‌بخشد .» (ص۲۸۴).

### برخورد غلط با مطبوعات
«در ممالک مغرب زمین از هر ملت هر کس که قلمی دارد از هر طبقه‌ای که هست ولو که دیوانه باشد هر گاه مقاله‌ای به لحاظ منافع ملیه نوشته به روزنامه‌ها بدهد فردای آن خواهی دید که تمامی عقلای قوم مقالهٔ آن دیوانه را می‌خوانند اگر حرف سودمندی دیدند بدان عمل می‌بندند و گرنه روی هم ترش نکرده، چین به ابرو نیاورده می‌گذرند؛ بالعکس هر گاه در مملکت ما عاقلی از این مقوله چیزی بگوید یا نوشته در روی کاغذ به نظر عموم برساند به سبب کوتاهی نظر و تنگی حوصله به یک بار، صدا بلند می‌کنند که بابا همچنان چیزی در عالم نمی‌شود. آن قدر «هو هو» می‌کنند که آن عاقل دیوانه می‌شود. فرق میان ما و ملل مغرب زمین همین قدر است که به ایشان هر کس هر چه بگوید ولو که محال باشد تا آخر گوش داده پس از آن رای خود را در آن باب بیان می‌کنند ولی ما با همهٔ محدودی خیال در نیمهٔ مطلب از هر طرف ناسنجیده و نیندیشیده داد می‌زنیم که محال است. (ص۱۹۲)

### انتقاد از وضعیت تجارت
«گویی شهر از حیث تجارت ماتم زده است .» وی از نبود کمپانی‌های بزرگ تجاری که سهمی در تجارت جهانی داشته باشند اظهار تاسف می‌کند. و از اخلاق زشت تاجران که تنها در پی افزودن تجملات بیهودهٔ وارداتی هستند انتقادمی‌کند. (ص۴۶ و۹۷و ۱۵۶)

### نبود آزادی مطبوعات
«نمی‌دانم از آزادی افکار و قلم برای دولت و ملت چه ضرری حاصل تواند شد که زبان گویندگان را بسته و خامهٔ نویسندگان را شکسته‌اند. معلوم است که معنی آزادی را درست نیافته‌اند، آری هر قلمی که از راه خیانت به دولت و ملت جنبشی کرد البته آن را باید شکست و هر زبانی که به تهمت اشخاص حرکت نمود و به ناحق به هتک احترام این و آن نطق گشاد، البته باید بست .» (ص۱۹۲)

### سرسپردگی به حکام و رشوه‌گیری
در میان صفوف فراشان کالسکه ای در حرکت بود. دیدم مردم رو به دیوار کرده ایستادند. در شاهرود این تشریفات را یادگرفته اما رو به دیوار کردن را ندیده بودم. خلاصه به مردم تبعیت کرده روی به دیوار کردیم. چون به یوسف عمو در شاهرود تعلیم داده بودند که در آن حال رکوع نماید، یعنی خم شود، بیچاره رو به دیوار کرنش کرده، معلوم است پشت به خانم بود. فراشان خیال کردند که این استهزا می‌کند. مخصوصاً طرف وارون را به خانم نشان می‌دهد.
من رو به دیوار ایستاده بودم. یکوقت دیدم بزن بزن است. به سر و صورت بیچاره یوسف عمو هی مشت و سیلی و چوب است که از در و دیوار فرو می‌ریزد. بیچاره هی داد می‌زند بابا چرا می‌زنید؟ تقصیر من چیست؟
من هم پیش رفته گفتم: بابا! آخر مسلمانید، این غریب بیچاره را چرا می‌زنید؟
گفتند: این پدر سوخته به شاهزاده خانم بی‌ادبی کرده! هی پدر سوخته مادر قحبه!
کالسکه گذشت. فراشان ماندند تا یوسف عمو را ببرند. من با خود در اندیشه ام که خدایا چه کنم؟
به این و آن بنای عجز و لابه گذاشتم که بابا جان! بخدا این مرد غریب و از اوضاع مملکت شما بی‌خبر است. او به خیال خودش تعظیم کرده.
دیدم به جایی نمی‌رسد. یکدفعه به خاطرم آمد که در اینگونه موارد بنا به عادت زشت این مملکت، پول حلال همه مشکلات است. یواشکی پنج قران درآوردم. به محض دیدن پول اختیار از دست شان رفت. چون موم نرم شدند و آن مبلغ را از دستم گرفته دررفتند. ما هم خلاص شدیم

### رواج سستی و بی‌اهمیتی
ابراهیم بیگ از یک نفر که تازه از مسافرت ایران برگشته بود پرسش می‌کند
چه خبر خیر است. گفت هیچ!
از وضع سلطنت و حالت وزرای مملکت می‌پرسم. گفت: هیچ
از انتظام لشکر و اداره کشور پرسیدم گفت: هیچ
«: گفت». مملکت می‌پرسم
از انتظام لشکر و اداره کشور پرسیدم. گفت: عرض کردم هیچ چیز نیست

### انتقاد از سفرهای شاه
«در آخرین سفر شاه روزنامه‌های پاریس آشکارا نوشته‌اند که ملت فرانسه مخارج مسافرت پی در پی این مهمان عزیز را نتواند داد.. زیرا که می‌دانیم وزرای دولت ایران میل آن دارند که در هر چند گاهی به تماشای فرنگستان آمده به اجرای سیاحت پردازند و عیشی بکنند.
آن بود که مسیو کارنو رئیس‌جمهور آن زمان لابد مانده از کیسهٔ خود نود هزار فرانک داد و برای یادگاری آن تاریخی به نام ایران نوشته در جهان یادگار گذاشت و گذشت که ننگ آن برای اخلاف ما تا قیامت بس است»

### مذمت شعر مدحی
زمان آن زمان نیست که مرد دانا بدین سخنان دروغین مزور فریفته شود. شاعری یعنی مداحی کسان ناسزاوار.
مانند آن است که خوشنویس کشیدهٔ کاف و زا دایرهٔ نون را خوب می‌کشد و نیکو می‌نویسد. دیگر امثال این کارها چندان از فضایل انسانی معدود نیست. تو مطلب را درست بنویس، اگر کشیدهٔ کاف کج باشد، همهٔ منصفان می‌گویند: راست است.

### انتقاد از نبود راه‌آهن
کتاب در اوائل قرن بیستم نوشته شده و ابراهیم بیگ در چند جا نسبت به اینکه در آنزمان حتی در آفریقا راه‌آهن فراوان ساخته شده ولی در ایران هنوز باید با اسب و الاغ راه‌ها را پیمود و چند برابر سختی و زمان می‌برد شکایت می‌کند

### هوسبازی جنسی
دالاندار خنده کنان پیش آمد و گفت: (آقا آفرین بر شما چه زود پیدا کردید) .. گفتم (چه چیز را زود پیدا کردیم؟)
گفت (مگر من ندیدم که به بهانه خریدن جوراب یکساعت در دکان کربلایی محمد قاسم جوراب فروش نشسته محو تماشای جمال غلامعلی بیگ بودید. عیبی ندارد آقا ما هم اهل بخیه ایم)
دیدم به این مردکه احمق هرچه بگویم بیجاست. دم درکشیدم. با خود می‌گفتم عجب عالمیست مردمان این مملکت همه دیوانه اند به هرکجا می‌روی صحبت این جوان ساده است پیر و جوان فکر و خیال را با او مشغول همه از دنیا و مافیها بیخبرند… طبیعت عشقبازی را با زنان مخصوص داشته نه با مردان. نمی‌دانم از مردمان بدفطرت چرا از این حرکات زشت خودشان شرم ندارند… باید تا بلایی نازل نشده از میان این بقایای قوم لوط گریخت.

## انتشار
جلد اول کتاب را دکتر شولتس (Schultz) ترجمه و در ۱۹۰۳ در لایپزیک منتشر کرد.

## ارزیابی‌ها

### ادوارد براون
می‌نویسد:
سیاحتنامه ابراهیم‌بیگ که انتشار آن هم‌زمان با دوره طغیان ماده عدم رضایت بود، در تحریک حس نفرت و انزجار مردم ایران نسبت به حکومت مخرب و افتضاح‌آمیز مخصوص دوره سلطنت مظفرالدین شاه نقش بزرگی داشته و شهرت بسزایی در میان عامه به هم زد.

### ناظم‌الاسلام کرمانی
در تاریخ بیداری ایرانیان درمی یابیم که محفل‌ها و انجمن‌های آزادیخواه، پیش از مشروطه، هیچ کتاب آموزش تئوری برای تقویت و تربیت دانش سیاسی خود نداشته‌اند جز کتاب سیاحتنامه ابراهیم‌بیگ. ناظم الاسلام یادآوری می‌کند که این کتاب را روحانیٍ مردم گرا سید محمد طباطبایی به او داده بود و در انجمن مخفی که از فرزانگان و فضلای ناراضی تشکیل شده بود آن را می‌خوانده‌اند و «... اهالی انجمن و فداییان بعضی به حالت تباکی (گریه کردن) و بعضی ازکثرت خزن و غم از خود رفته و حالت بهت به آن‌ها دست داده تا چندی حالت یک کلمه سخن گفتی باقی نبود. هم و غم غریبی عارض هر یک گردیده به اوضاع غریبه مملکت و گرفتاری عجیبه این ملت سر به گریبان تعجب و حیرت و سرافکندگی و فکرت فرو برده…»

### احمد کسروی
در تاریخ مشروطه ایران:
«ارج آن را کسانی دادند که آن روزها خوانده‌اند و تکانی را در خواننده پدیدمی‌آورد و به یاد می‌دارند. انبوه ایرانیان که در آن روز خو به این آلودگی‌ها و بدیها گرفته بودند و جز از زندگانی بد خود به زندگانی دیگر گمان نمی‌بردند از خواندن این کتاب تو گفتی از خواب بیدار می‌شدند و تکان سخت می‌خوردند. بسیار کسان را توان پیدا کرد که از خواندن این کتاب بیدار شده و برای کوشیدن به نیکی کشور آماده گردیده و به کوشندگان دیگر پیوسته‌اند.»
کسروی در جای دیگر بر شخصیت دلاور و مبارز حاجی مراغه‌ای و همفکرانش تأکید می‌کند: «تنها به چاپ رسانیدن چنین کتابی در آن زمان انگیزه نابودی چاپ‌کننده توانستی بود. این نه نیک است که به رشک نیکی‌های کسان را نپذیریم.»

### عبدالله مستوفی
در کتاب زندگی من سیاحتنامه را همراه کتاب احمد اثر طالبوف و رساله‌های اقبال‌الدوله سه اثر می‌شمارد که در تغییر رژیم استبداد به مشروطه مؤثر بوده‌اند:
«خبر این آزادی (سرکارآمدن مظفرالدین شاه سلیم‌النفس) که به خارج سرحدات رسید ایرانیانی که از مدت‌ها پیش در خارجه رحل اقامت افکنده و قلم نویسندگی داشتند به شوق آمدند. روزنامه حبل المتین کلکته، روزنامه ثریا و پرورش و حکمت در مصر و کتاب احمد و سایر رسایل طالبوف تبریزی مقیم قفقاز و بالاخره کتاب ابراهیم‌بیگ و از همه بالاتر خطابه‌های اقبال الدوله هندی که تمام در خارج ایران چاپ شده بود نتیجه این تغییر سلطنت گردید… دیگر مثل دوره ناصرالدین شاه نبود که کسی جرات بیان اوضاع و ترتیبات اجتماعی و سیاسی ملل و دول اروپا را نداشته باشد. هرکس هر چه می‌دانست بی پروا صحبت می‌کردم. اهل مطالعه که سابقاً جز کتب قدیمه چیزی نمی‌خواندند باخبر شدند که خیلی مطالب خواندنی از قماش دیگر هست. خواندن کتاب‌های طالبوف و ابراهیم‌بیگ و خطابه‌های اقبال الدوله و مقالات روزنامه‌های چاپ خارج رواجی پیدا کرد.»

### یحیی آرین پور
در جلد اول کتاب از صبا تا نیما می‌نویسد:
«سیاحتنامه ابراهیم بیگ در واقع دائرةالمعارف جامع اوضاع ایران در اواخر قرن سیزدهم هجری است که با قلمی تند و بی پروا و بی گذشت تحریر شده است… این نخستین رمان اصیل اجتماعی از نوع اروپایی در زبان فارسی است که زندگی مردم ایران را همچنان که بوده تشریح کرده و از این حیث شباهت زیادی به رمان نفوس مرده نیکلا گوگول، نویسنده بزرگ روس پیدا می‌کند…»

### فریدون آدمیت
در کتاب ایدئولوژی نهضت مشروطیت ایران می‌نویسد:
«سیاحتنامه ابراهیم‌بیگ انتقاد همه‌جانبه‌ای است بر حیات جامعه ایرانی که سیاست، اقتصاد، روحانیت، تعلیمات، اخلاق، اعتقادات و تقریباً همه متعلقات اجتماعی را نقادی می‌کند… مهم‌ترین جنبه تفکر نویسنده تحول ذهنی و جهان بینی تازه اوست. از مانوسات کهنه گذشته روی برتافته، به ارزش‌های مترقی جدید روی آورده است. مجموع انتقادهایش ازهمان سرچشمه می‌گیرد.»
آدمیت معتقد است نویسنده سیاحتنامه ابراهیم‌بیگ از مشاوره و کمکهای نوشتاری و ویراستاری میرزا آقاخان کرمانی، برخوردار بوده است:
«... تقریباً مسلم می‌دانیم که نویسنده ادیبی در پرداختن نثر روان و قوی و پخته نخستین جلد سیاحتنامه دست داشته است. حتی بعضی عبارات و اصطلاحات خاص میرزا آقاخان کرمانی مانند (ایرانی گری) در آن به کار رفته است. این مطلب مهمی نیست. آنچه ارزنده و مهم می‌باشد اصالت عقاید و آرای حاجی زین‌العابدین است؛ و اینکه او مردی است پاک نهاد، و استوار در افکار خویش… در جلد اول گفتار بلندی از زبان امین الدوله نقل شده که حکایت می‌کند از آگاهی بصیرانه نویسنده از اندیشه‌های آن وزیر. اما حاجی زین‌العابدین او را نمی‌شناخت. به یقین این گفتار را از زبان کسی شنیده و آورده که امین الدوله را خوب می‌شناخته… در محفل ایرانیان استانبول کسی که با اندیشه‌های امین الدوله نیک آشنایی داشت، و با او و برادرش نامه نگاری داشت میرزا آقاخان کرمانی است. قاعدتاً اوست منبع آن اطلاعات دربارهٔ امین الدوله که رساله مزبور را هم در اختیار داشته است.»

### کریم کشاورز
در جلد پنجم کتاب هزار سال نثر پارسی می‌نویسد: سیاحتنامه که در آغاز قرن بیستم (۱۳۲۱ ه‍.ق) منتشر و در همان زمان به زبان آلمانی ترجمه شده بود و شرح سفر جوانی است ایرانی، پرورش یافته خارجه که آرزوی سفر میهن کرده و از عقب ماندگی مردم و شیوه‌های استبدادی حکومت زمان مظفرالدین شاه سخت در رنج است. نثر ساده کتاب، به رغم بعضی اصطلاحات و ترکیبات خاص ایرانیان مقیم استانبول و مصر، خواننده را تحت تأثیر قرار می‌دهد. سیاحتنامه ابراهیم‌بیگ صرفاً به منظور انتقاد و مخالفت با حکومت استبدادی قاجار و بی عدالتی‌ها و بی نظمی‌هایی که در آن دوران حکمفرما بود نوشته شده است. خود زین‌العابدین مراغه‌ای نیز پس از انتشار جلد اول متوجه استقبال وسیع مردم ایران از داستانش شده بود که در جلدهای دوم و سوم به نمونه‌هایی از تأثیر این کتاب در گروه‌های اجتماعی گوناگون، حتی در داخل دستگاه ایران و مقامات عالی‌رتبه کشور، اشاره می‌کند. اما از همه مهم‌تر او به رسالت خود نیک آگاه است، یعنی از همان ابتدا که قلم در دست می‌گیرد می‌داند که علیه چه جبهه عظیمی از عادت و سنت و کهنه پرستی و خرافه خواهد جنگید. از این رو در همان جلد اول وظیفه خود و دیگر نویسندگان معاصرش را چنین بیان می‌کند: این ایام نه آن زمان است که ارباب قلم اوقات خود را صرف خولیا و افسانه‌های واهی و اراجیف بی‌معنی مثل گذشتگان نمایند که جز موهوم چیزی حاصل شان نخواهد بود… بلکه وظیفه نوع پرستی و آداب انسانیت را به عوام بفهمانند؛ و حالی نمایند که مصدر تمام نیک بختیها نام مقدس وطن و حفظ آن به عموم اهل وطن واجب عینی است.

## ملاقات دهخدا با نویسنده کتاب
عبدالله مستوفی در کتاب شرح زندگی من به نقل از علامه دهخدا می‌نویسد:
من در سفر مهاجرت پس از بمباران مجلس در استانبول بودم، یک روز پیرمردی به دیدن من آمد و خود را معرفی کرد و گفت: من حاجی زین‌العابدین مراغه‌ای هستم، از جوانی مراغه را ترک گفته و به قفقاز آمدم. در آنجا روسی و فارسی را آموخته مشغول کسب شدم، پس از مدتی محل کسب خود را به کریمه و یالتا بردم. امپراتور اکثر سال‌ها در زمستان مسافرتی به کریمه می‌کرد، و در قصر مخصوص به خود که با دکان من چندان فاصله‌ای نداشت اقامت می‌نمود.
یک روز امپراتریس به‌طور ناشناخت وارد مغازه من شد، با این که نشناختمش لازمه ادب بجا آوردم. در سفرهای بعد هروقت خانواده امپراتور به قصر خود به کریمه می‌آمدند امپراتریس به دکان من سری می‌زد، به‌طوری‌که یکی از مشتریهای دکان من شده بود، همین موضوع سبب شهرت و بالا گرفتن کار من شد. بعد از چندی به استانبول آمدم، کتاب ابراهیم‌بیگ را نوشته بدون اسم منتشر کردم.
بعد از نشر آزادی همشهریهای مقیم استانبول با این که همگی می‌دانند که نویسنده این کتاب منم به من حسد ورزیده انکار می‌کنند. به قدری پیرمرد از این حسد تبریزی‌ها متأثر بود که به من پیشنهاد می‌کرد مسوده‌های قلم خورده کتاب خود را بیاورد و مانند شاهد صادق مدعا نز من بگذارد. من دلداریش دادم و گفتم: در تهران نویسنده این کتاب حاجی زین‌العابدین مراغه آی یعنی شخص شما هستید، حسد عمو اوغلی‌ها جایی نمی‌گیرد.